# Invader (artista)
Invader, pseudonimo di Franck Slama (Francia, 1969), è un artista e writer francese.

## Artista

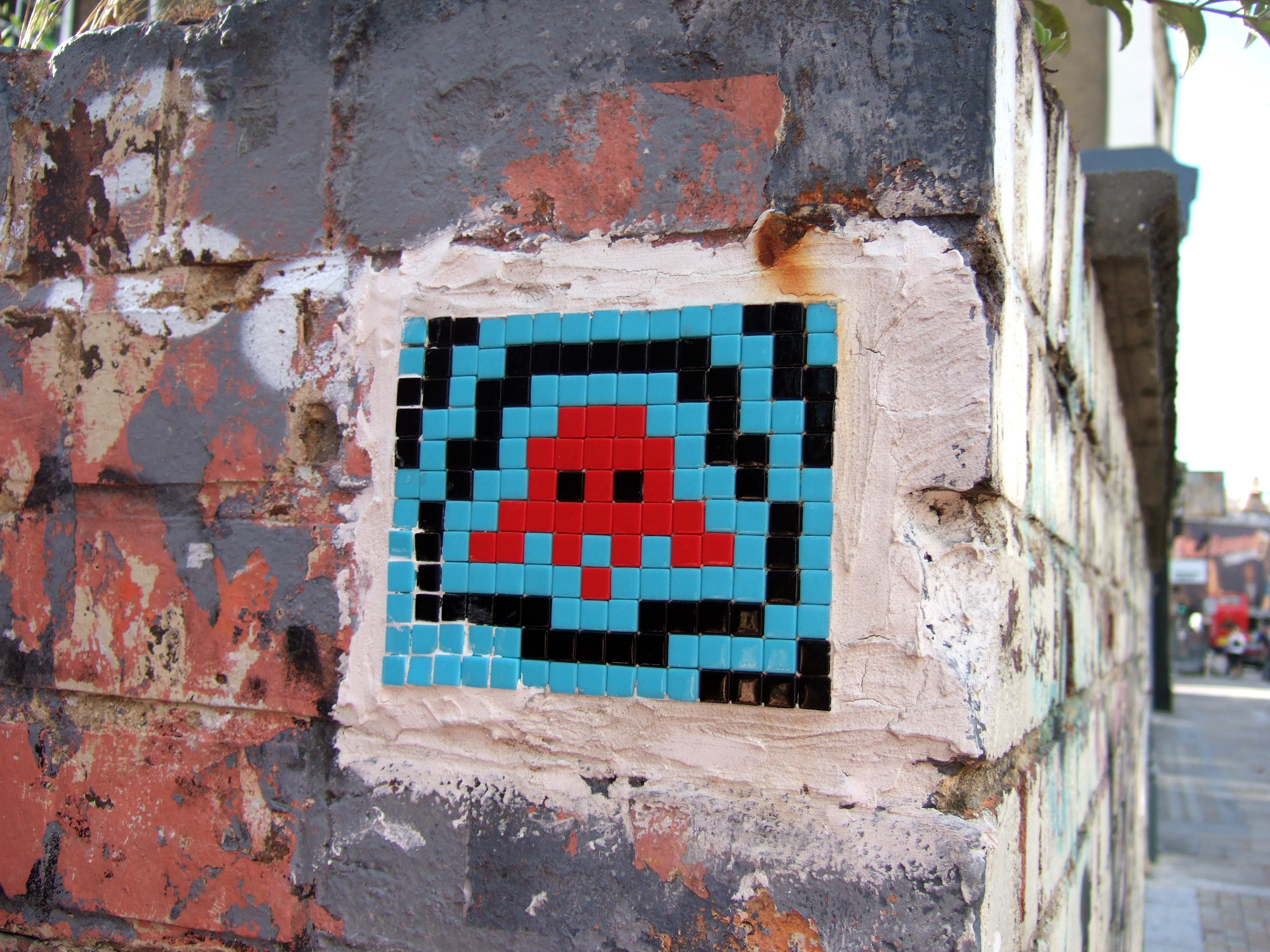
Space Invader a Shoreditch, Londra.

È un artista urbano che incolla personaggi da e ispirati al videogioco arcade Space Invaders del 1978, formati da piccole piastrelle colorate quadrate disposte a mosaico per formare sul muro un personaggio del gioco. Ha prodotto opere di questo genere in tutto il mondo a cui ha dato il nome di "Invasione", con libri e mappe su dove trovare ogni opera.

## Località
Invader ha iniziato il suo progetto nel 1998 con opere sparse per le vie di Parigi - città dove vive e dove ha operato di più - e ha proseguito in oltre 31 città della Francia come Montpellier, Marsiglia, Avignone, Rennes, Bordeaux, Lille, Chartres e Bastia. Inoltre ha creato opere sia in città europee come Londra, Colonia, Ginevra, Newcastle, Roma, Ravenna, Berlino, Losanna, Barcellona, Bonn, Lubiana, Vienna,  Amsterdam, Bilbao, Manchester, Istanbul sia in città di altri continenti come Los Angeles, New York, San Diego, Toronto, Bangkok, Tokyo, Katmandu, Varanasi, Melbourne, Perth ed anche Mombasa.

## I mosaici
I mosaici raffigurano i personaggi di Space Invaders ed altri video game di inizio anni ottanta. Le immagini di questi videogiochi erano prodotti con una bassa risoluzione, e sono quindi adatti per una produzione a mosaico, con le tessere a rappresentare i pixel. I materiali usati sono difficili da danneggiare e sono resistenti agli agenti atmosferici. Invader ha installato il suo primo mosaico a metà degli anni '90 a Parigi. Per l'artista era un'avanguardia, essendo rimasto l'unico per diversi anni a lavorare in questo modo. Il programma di installazioni iniziò nel 1998.

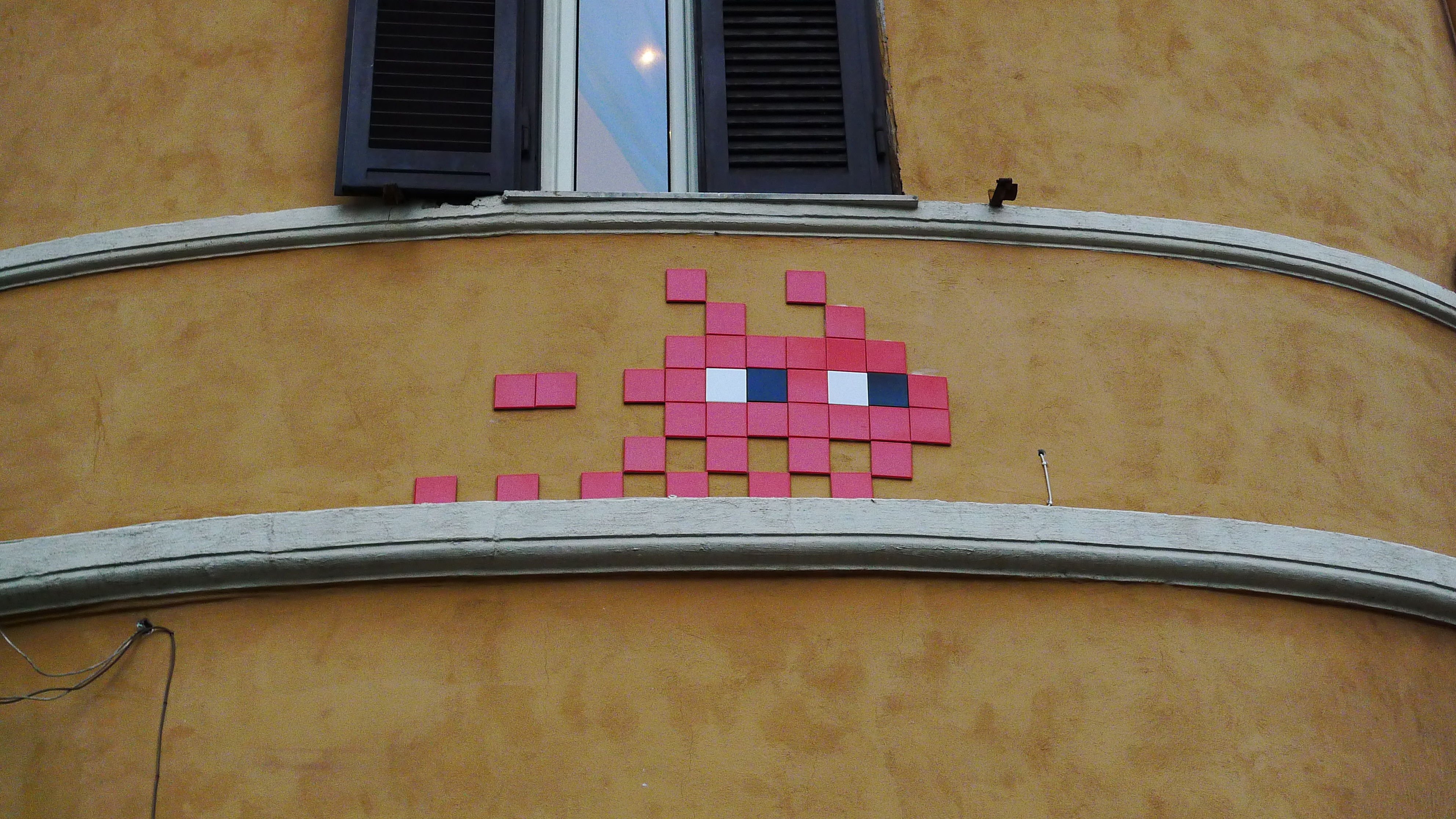
Invader a Roma.

La posizione dei mosaici non è casuale, ma viene scelta secondo diversi criteri, che possono essere estetisti, strategici o concettuali. Invader preferisce sia luoghi frequentati da molte persone che posizione più nascoste. A Montpellier la posizione dei mosaici è stata scelta in modo da formare, visti su una mappa, un personaggio gigante di Space Invader.
In parte i mosaici sono preparati in anticipo. Quando Invader arriva in una città si procura una mappa e trascorre circa una settimana nell'installazione. Di solito le opere sono incollate ai muri di abitazioni spesso agli angoli molto visibili di strade molto trafficate o altre opere architettoniche solitamente a 3 o 5 metri di altezza. Per attaccarle a queste altezze usa una scala e talvolta si fa accompagnare da aiutanti che filmano alcuni interventi e quando non ci sono si filma da solo.

## Progetti

### Rubikcubism
Space invader ha iniziato anche un altro progetto chiamato "Rubikcubism" che consiste nel realizzare opere con i cubi di Rubik. Oltre a realizzare opere divenute oramai famose come i personaggi di Space Invaders o Super Mario, l'artista ha creato anche ritratti di persone del mondo del cinema come Alex DeLarge o Jack Torrance, quadri come la Gioconda di Leonardo o le zuppe Campbell di Andy Warhol o ancora l'esplosione della bomba atomica o l'attentato alle Torri gemelle.

### Codice QR
Space Invader ha recentemente usato dei codici QR incollati ai muri usando la stessa tecnica delle precedenti opere che raffigurano gli alieni, questa volta però i quadratini in bianco e nero hanno lo scopo di lasciare messaggi a chi li vede. Per poter leggere questo messaggio legato all'opera occorre possedere uno smartphone con una fotocamera, un'applicazione adatta alla lettura del codice e un collegamento internet e, dopo essersi collegati, appare il messaggio di Space Invader.

### Art in The Street
Nel 2011 Jeffrey Ditch, direttore del museo MOCA di Los Angeles, decide di lanciare una grande mostra, denominata Art in The Street, dove ha riunito le opere di molti street artist locali che hanno creato tag e murales nelle vicinanze del museo e per questo motivo Space Invader è stato arrestato dalla polizia assieme ad altri artisti con l'accusa di atti di "vandalismo". Space Invader è stato rilasciato poco dopo la sua cattura.